# Méry-Bissières-en-Auge
Méry-Bissières-en-Auge ist eine Gemeinde mit 1082 Einwohnern (Stand 1. Januar 2022) im französischen Département Calvados in der Normandie. Sie gehört zum Kanton Mézidon Vallée d’Auge im Arrondissement Lisieux. Sie entstand als Commune nouvelle durch ein Dekret vom 8. September 2016 mit Wirkung vom 1. Januar 2017, indem die bisherigen Gemeinden Bissières und Méry-Corbon zusammengelegt wurden. Diese sind seither Communes déléguées.
Die Gemeinde grenzt im Nordwesten an Cléville, im Norden an Hotot-en-Auge, im Nordosten an Belle Vie en Auge sowie im Süden an Mézidon Vallée d’Auge.

## Sehenswürdigkeiten

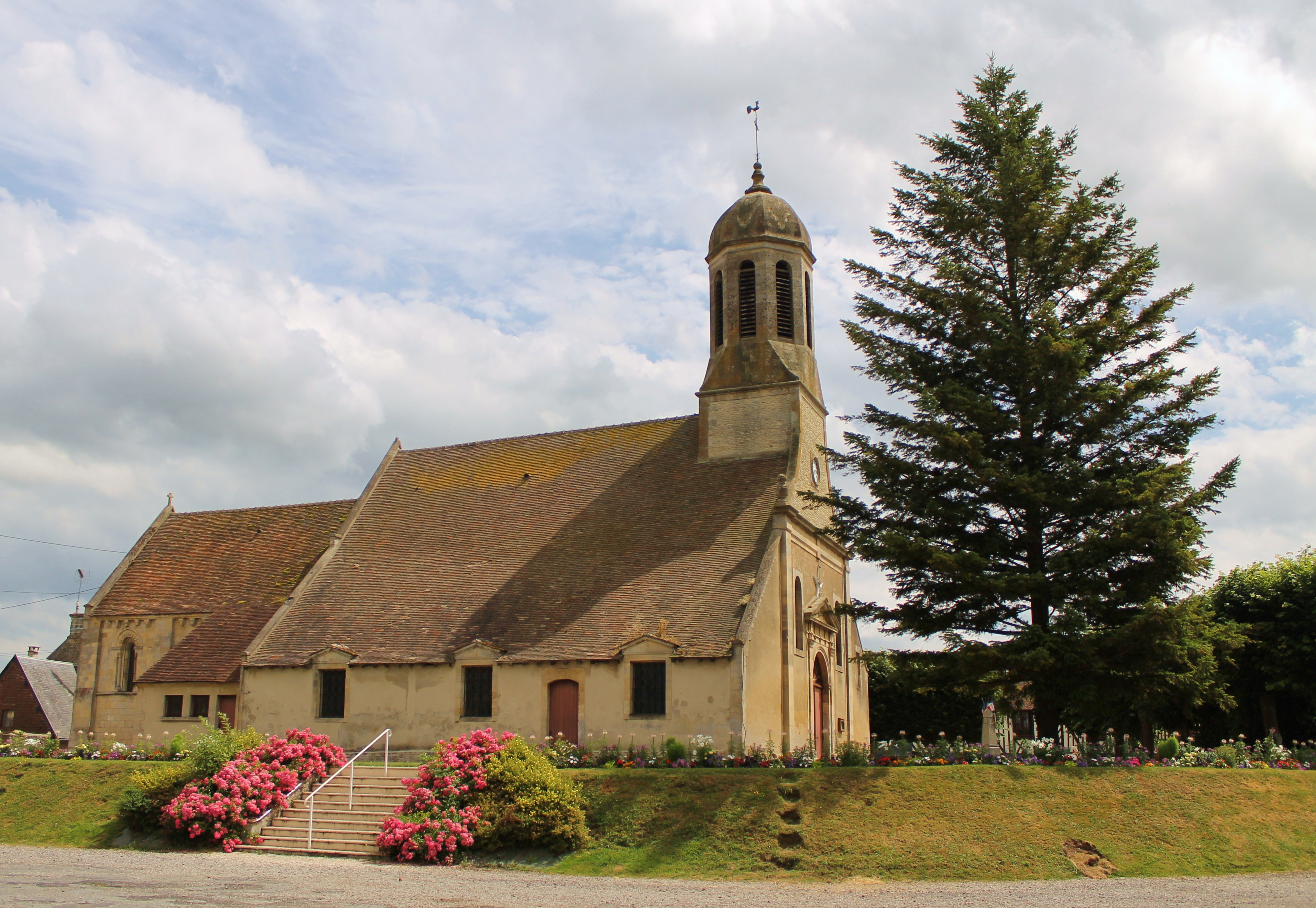
Kirche Saint-Martin

## Gemeindegliederung
| Ortsteil                        | ehemaliger INSEE-Code | Fläche (km²) | Einwohnerzahl (2019) |
| ------------------------------- | --------------------- | ------------ | -------------------- |
| Bissières                       | 14075                 | 1,55         | 175                  |
| Méry-Corbon (Verwaltungssitz)00 | 14410                 | 7,57         | 905                  |